# Nyange (Musanze)
Nyange è un settore (imirenge) del Ruanda, parte della Provincia Settentrionale e del distretto di Musanze.